# Imbaba

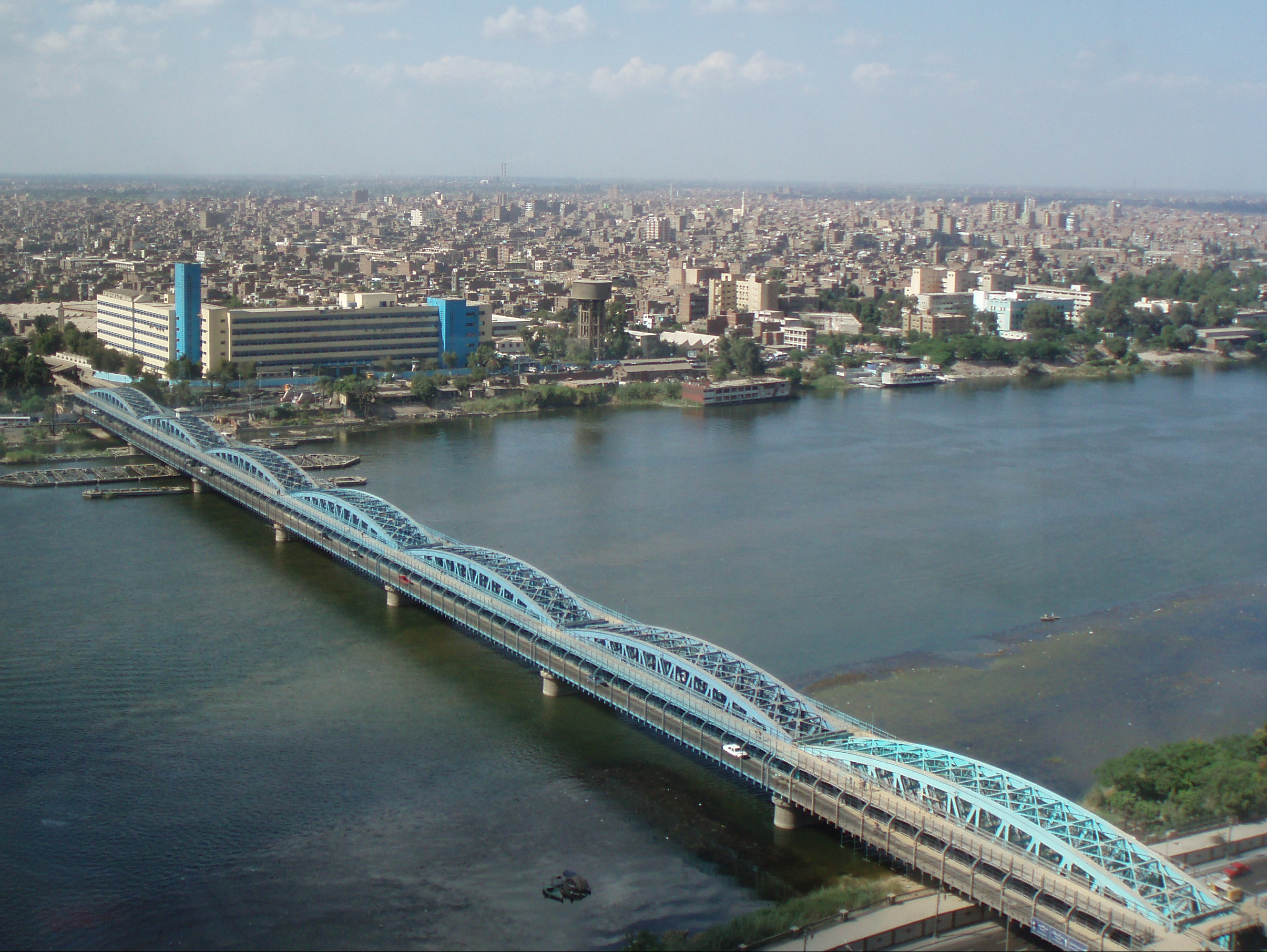
Ponte de Imbaba.

Imbaba (em árabe: إمبابة; romaniz.: Imbāba; AFI: /emˈbæːbæ/) é um bairro da classe trabalhadora no norte de Gizé, no Egito, localizado a oeste do Nilo e a noroeste e perto de Ilha de Gezira e do centro do Cairo, dentro da província de Gizé. O distrito está localizado no histórico delta do Nilo superior e faz parte da área metropolitana da Grande Cairo. Imbaba é a subdivisão da cidade mais densamente povoada do mundo.
Imbaba também é o nome de um centro administrativo adjacente (مركز) na província rural de Gizé, que tem 18 aldeias em sua jurisdição.

## Etimologia
A origem do nome Imbaba não é certa. Algumas fontes afirmam que vem da palavra amárica para palmeira africana (amárico:  ዘምባባ) e que a área era chamada assim por comerciantes e pastores de camelos etíopes para descrever o local onde eles se reuniam para fazer negócios.
No entanto, essa palmeira não cresce no Egito e versões mais antigas do nome que não correspondem à palavra amárica são atestadas – Nababa (em árabe: نبابة) e Ambuba (em árabe: امبوبه).

## História
Durante séculos, Imbaba foi o destino final de camelos trazidos de lugares tão distantes quanto o Sudão e o Chifre da África para serem vendidos no mercado de sexta-feira da aldeia. O mercado ainda existe, mas não é mais tão importante quanto era na virada do século XX devido à crescente urbanização.
Um mapa criado pela Autoridade Geral de Planejamento Físico em 2012 mostra detalhes de áreas dentro de Imbaba que não foram planejadas e que, na época, eram consideradas inseguras. Imbaba é densamente povoada.
A criação de pombos é uma atividade favorita de alguns moradores do bairro com acesso aos telhados.

### O Cerco de Imbaba
No final de 1992, o "Grupo Islâmico" (al-Gama'a al-Islamiyya) expandiu sua influência em partes de Imbaba. Em novembro, o grupo supostamente anunciou a criação do "Emirado de Imbaba" (alguns relatos afirmam que a mídia estrangeira cunhou o termo, não o próprio grupo). Este desafio à soberania do Estado egípcio desencadeou o cerco de Imbaba, a partir de 8 de dezembro. Em seu curso, o governo mobilizou mais de 12 000 policiais e forças de segurança do Estado, juntamente com cem veículos de transporte de pessoal e escavadeiras, que acabaram com o Emirado.

### Batalha das Pirâmides
A Batalha das Pirâmides, também conhecida como Batalha de Embabeh, foi uma batalha travada em 21 de julho de 1798 entre o exército francês no Egito sob o comando de Napoleão Bonaparte e as forças mamelucas locais. Ocorreu durante a Campanha do Egito da França e foi a batalha em que Napoleão pôs em uso uma de suas contribuições significativas para a tática, o maciço quadrado divisional. Napoleão nomeou a batalha em homenagem às pirâmides egípcias, embora elas fossem apenas levemente visíveis no horizonte quando a batalha ocorreu.

## Distritos de Imbaba
- Madinat Al-Umal
- Madinat Al-Tahrir
- Al-Muniera
- Ard Al-Gameya